# Великие Кусковцы
Великие Кусковцы (укр. Великі Кусківці) — село в Барсуковской сельской общине Кременецкого района Тернопольской области Украины. Основано в 1785 году.
До 2020 года входило в Лановецкий район
Код КОАТУУ — 6123882101.

## Географическое положение
Село Великие Кусковцы находится между реками Горынь и Синявка,
на расстоянии в 1 км от сёл Барсуки и Синевцы.
Рядом проходит автомобильная дорога Т-2009.

## Население
Население по переписи 2001 года составляло 732 человека.

### Языковой состав
Родной язык населения по данным переписи 2001 года:
| Язык       | Численность, чел. | Доля     |
| ---------- | ----------------- | -------- |
| Украинский | 724               | 98,91 %  |
| Другое     | 8                 | 1,09 %   |
| Итого      | 732               | 100,00 % |

## Объекты социальной сферы
- Школа I—II ст.
- Дом культуры.